# 周以勋
周以勋，浙江嘉善人，清朝政治人物。舉人出身。
嘉慶二十一年，接替张鸿。擔任江蘇宜興縣知縣署。后由梁祖恩接任。曾于1819年接替王荣光任宝山县知县一职，1821年由王朝述接任。